# ماسيرا
ماسيرا هي كومونا في مقاطعة فيربانو كوزيو أوسولا في منطقة بيدمونت الإيطالية ، وتقع على بعد حوالي 130 كيلومتر (81 ميل) شمال شرق تورينو وحوالي 30 كيلومتر (19 ميل) شمال غرب فيربانيا . اعتبارًا من 31 ديسمبر 2004 ، كان عدد سكانها 1،483 نسمة ومساحتها 20.1 كيلومتر مربع (7.8 ميل2) . 
تقع ماسيرا على حدود البلديات التالية: كريفولادوسول و دومودوسولا و دروونو و مونتكريستيسي وسانتا ماريا ماجوري و ترونتانو .

## معرض الصور

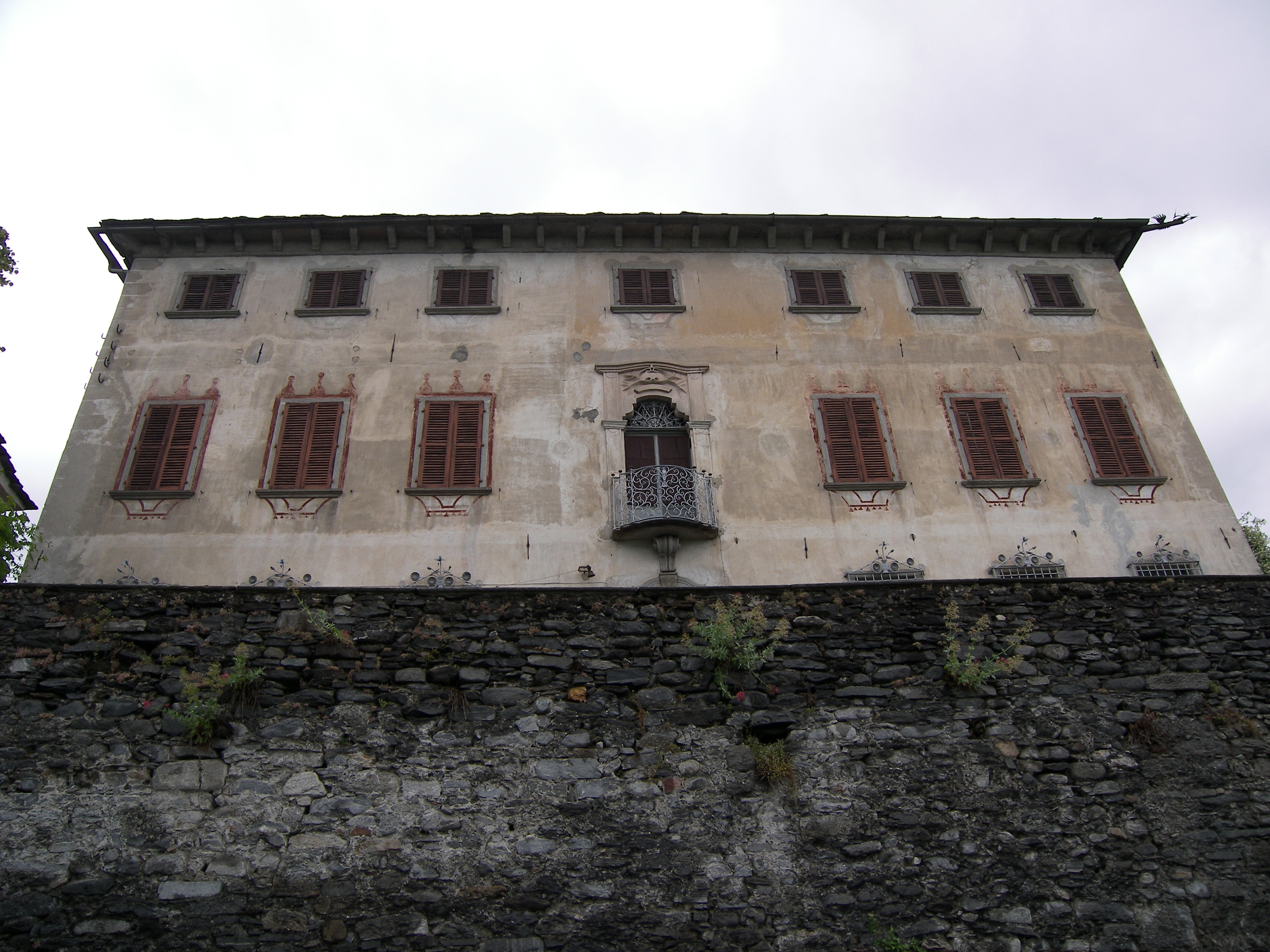
منزل فارينا 1683